# Gadang (Sukun)
Gadang is een bestuurslaag in het regentschap Malang van de provincie Oost-Java, Indonesië. Gadang telt 17.785 inwoners (volkstelling 2010).